# شهرستان بژتسکی
شهرستان بژتسکی (به لاتین: Bezhetsky District) یک شهرستان در روسیه است که در استان تور واقع شده‌است.